# Елена Добріцою
Елена Добріцою (29 серпня 1957) — румунська академічна веслувальниця.
Бронзова призерка Олімпійських Ігор 1980 року в складі вісімки.